# تیکوش
تیکوش (به مجاری:  Tikos) یک منطقهٔ مسکونی در مجارستان است که در ناحیه مارتسالی واقع شده‌است. تیکوش ۳٫۳۵ کیلومتر مربع مساحت و ۱۲۱ نفر جمعیت دارد.